# Homaxinella
Homaxinella is een geslacht van sponsdieren uit de klasse van de Demospongiae (gewone sponzen).

## Soorten
- Homaxinella amphispicula (De Laubenfels, 1961)
- Homaxinella balfourensis (Ridley & Dendy, 1886)
- Homaxinella brevistyla (Hoshino, 1981)
- Homaxinella ensifera (Lamarck, 1815)
- Homaxinella erecta (Brøndsted, 1924)
- Homaxinella flagelliformis (Ridley & Dendy, 1886)
- Homaxinella infundibula (Tanita & Hoshino, 1989)
- Homaxinella ramosimassa (Tanita & Hoshino, 1989)
- Homaxinella subdola (Bowerbank, 1866)
- Homaxinella tanitai (Hoshino, 1981)